# Melitaea bellona
Melitaea bellona är en fjärilsart som beskrevs av John Henry Leech 1892. Melitaea bellona ingår i släktet Melitaea och familjen praktfjärilar. Inga underarter finns listade i Catalogue of Life.